# Campeonato de Primera División C 1964 (Argentina)
El Campeonato de Primera División C 1964 fue la trigésima  temporada del certamen de la tercera categoría del fútbol argentino. Se disputó entre el 25 de abril y el 13 de diciembre de 1964.
Los nuevos participantes fueron Luján campeón de la División Superior 1963, así como Brown de Adrogué, Comunicaciones, Estudiantes (BA), Fénix, J.J. Urquiza, Porteño AC, Sacachispas y Sportivo Palermo que fueron promovidos por resolución de la Asociación del Fútbol Argentino.
El certamen consagró campeón por primera vez a Arsenal de Sarandí, que obtuvo el único ascenso de la temporada.

## Ascensos y descensos
| Pos.       | Ascendidos de la Primera C 1963 |
| ---------- | ------------------------------- |
| 1.º        | Villa Dálmine                   |
| Resolución | All Boys                        |
| Resolución | Almagro                         |
| Resolución | Argentino de Quilmes            |
| Resolución | Colón de Santa Fe               |
| Resolución | Defensores de Belgrano          |
| Resolución | El Porvenir                     |
| Resolución | Excursionistas                  |
| Resolución | Talleres (RE)                   |

| Pos.       | Ascendidos de la División Superior 1963 |
| ---------- | --------------------------------------- |
| 1.º        | Luján                                   |
| Resolución | Brown de Adrogué                        |
| Resolución | Comunicaciones                          |
| Resolución | Estudiantes (BA)                        |
| Resolución | Fénix                                   |
| Resolución | J.J. Urquiza                            |
| Resolución | Porteño AC                              |
| Resolución | Sacachispas                             |
| Resolución | Sportivo Palermo                        |

## Formato
Los equipos se enfrentaron bajo el sistema de todos contra todos a 2 ruedas. El equipo con mayor puntaje se consagró campeón y obtuvo el ascenso. No hubo descensos.

## Equipos participantes
| Equipo                   | Ciudad            | Estadio                     |
| ------------------------ | ----------------- | --------------------------- |
| Almirante Brown          | San Justo         | Villa Sahores               |
| Arsenal de Sarandí       | Sarandí           | Ateneo Sarandí              |
| Barracas Central         | Buenos Aires      | Olavarría y Luna            |
| Brown de Adrogué         | Adrogué           | Brown de Adrogué            |
| Colegiales               | Munro             | Malaver y Posadas           |
| Comunicaciones           | Buenos Aires      | Alfredo Ramos               |
| Defensores de Cambaceres | Ensenada          | Camino Rivadavia y Quintana |
| Deportivo Riestra        | Buenos Aires      | Riestra y Lacarra           |
| Estudiantes (BA)         | Caseros           | Estudiantes (BA)            |
| Fénix                    | Buenos Aires      | Concepción Arenal           |
| Flandria                 | Jáuregui          | Carlos V                    |
| J.J. Urquiza             | Caseros           | Kelsey y Bonifacini         |
| Leandro N. Alem          | General Rodríguez | Leandro N. Alem             |
| Liniers                  | Ciudadela         | Gaona y General Paz         |
| Luján                    | Luján             | Municipal de Luján          |
| Porteño AC               | General Rodríguez | No posee                    |
| Sacachispas              | Buenos Aires      | Lacarra y Barros Pazos      |
| Sportivo Palermo         | Villa Lynch       | Sportivo Palermo            |

### Distribución geográfica de los equipos
| Región                                   | Cant. | Equipos |
| ---------------------------------------- | ----- | --- |
| Conurbano bonaerense                     | 8     | Almirante Brown, Arsenal de Sarandí, Brown de Adrogué, Colegiales, Estudiantes (BA), J.J Urquiza, Liniers, Sportivo Palermo |
| Ciudad de Buenos Aires                   | 5     | Barracas Central, Comunicaciones, Deportivo Riestra, Fénix y Sacachispas                                                    |
| Interior de la provincia de Buenos Aires | 4     | Flandria, Leandro N. Alem, Luján y Porteño AC                                                                               |
| Gran La Plata                            | 1     | Defensores de Cambaceres |

## Tabla de posiciones
| Pos. | Equipo                   | Pts. | PJ | PG | PE | PP | GF | GC | Dif. |
| ---- | ------------------------ | ---- | -- | -- | -- | -- | -- | -- | ---- |
| 1.º  | Arsenal                  | 56   | 34 | 25 | 6  | 3  | 93 | 20 | 73   |
| 2.º  | Defensores de Cambaceres | 54   | 34 | 25 | 4  | 5  | 83 | 32 | 51   |
| 3.º  | Almirante Brown          | 53   | 34 | 25 | 3  | 6  | 85 | 41 | 44   |
| 4.º  | Colegiales               | 38   | 34 | 14 | 10 | 10 | 76 | 56 | 20   |
| 5.º  | Barracas Central         | 38   | 34 | 15 | 8  | 11 | 66 | 53 | 13   |
| 6.º  | Liniers                  | 38   | 34 | 15 | 8  | 11 | 64 | 55 | 9    |
| 7.º  | Comunicaciones           | 36   | 34 | 16 | 4  | 14 | 69 | 67 | 2    |
| 8.º  | Leandro N. Alem          | 34   | 34 | 14 | 6  | 14 | 52 | 56 | −4   |
| 9.º  | J.J. Urquiza             | 33   | 34 | 10 | 13 | 11 | 55 | 58 | −3   |
| 10.º | Deportivo Riestra        | 33   | 34 | 14 | 5  | 15 | 61 | 81 | −20  |
| 11.º | Luján                    | 30   | 34 | 11 | 8  | 15 | 57 | 64 | −7   |
| 12.º | Estudiantes (BA)         | 29   | 34 | 10 | 9  | 15 | 45 | 49 | −4   |
| 13.º | Flandria                 | 28   | 34 | 12 | 4  | 18 | 65 | 72 | −7   |
| 14.º | Fénix                    | 26   | 34 | 8  | 10 | 16 | 53 | 70 | −17  |
| 15.º | Porteño AC               | 25   | 34 | 9  | 7  | 18 | 46 | 77 | −31  |
| 16.º | Sacachispas              | 24   | 34 | 7  | 10 | 17 | 51 | 77 | −26  |
| 17.º | Brown de Adrogué         | 24   | 34 | 8  | 8  | 18 | 57 | 95 | −38  |
| 18.º | Sportivo Palermo         | 13   | 34 | 4  | 5  | 25 | 30 | 85 | −55  |

|  | Se consagró campeón y ascendió a la Primera B |

## Goleadores[3]
| Pos. | Jugador              | Jugador              | Goles | Equipo             |
| ---- | -------------------- | -------------------- | ----- | ------------------ |
| 1    | Bandera de Argentina | Roberto Migliore     | 33    | Almirante Brown    |
| 2    | Bandera de Argentina | Juan Carlos Grudzien | 27    | Arsenal de Sarandí |
| 3    | Bandera de Argentina | Héctor Alfaro        | 20    | Leandro N. Alem    |
| 3    | Bandera de Argentina | Amancio Cid          | 20    | Arsenal de Sarandí |
| 3    | Bandera de Argentina | Héctor Grondona      | 20    | Arsenal de Sarandí |
| 4    | Bandera de Argentina | Juan Carlos García   | 19    | Liniers            |

## Resultados
| Barracas Central         | 5 - 3 | Luján              | Olavarría y Luna            | 25 de abril |
| Estudiantes (BA)         | 1 - 2 | Comunicaciones     | Estudiantes (BA)            | 25 de abril |
| Liniers                  | 4 - 1 | Brown de Adrogué   | Gaona y General Paz         | 25 de abril |
| Deportivo Riestra        | 2 - 2 | Sacachispas        | Riestra y Lacarra           | 25 de abril |
| Almirante Brown          | 2 - 3 | Arsenal de Sarandí | Villa Sahores               | 25 de abril |
| Defensores de Cambaceres | 4 - 0 | Porteño AC         | Camino Rivadavia y Quintana | 25 de abril |
| Sportivo Palermo         | 1 - 1 | J.J. Urquiza       | Sportivo Palermo            | 25 de abril |
| Flandria                 | 3 - 1 | Fénix              | Carlos V                    | 25 de abril |
| Leandro N. Alem          | 1 - 6 | Colegiales         | Leandro N. Alem             | 26 de abril |

| Fénix              | 2 - 1 | Sportivo Palermo         | Estadio de Colegiales  | 2 de mayo |
| J.J. Urquiza       | 1 - 2 | Defensores de Cambaceres | Kelsey y Bonifacini    | 2 de mayo |
| Porteño AC         | 1 - 3 | Almirante Brown          | Leandro N. Alem        | 2 de mayo |
| Arsenal de Sarandí | 9 - 1 | Deportivo Riestra        | Ateneo Sarandí         | 2 de mayo |
| Sacachispas        | 2 - 3 | Leandro N. Alem          | Lacarra y Barros Pazos | 2 de mayo |
| Colegiales         | 4 - 0 | Liniers                  | Malaver y Posadas      | 2 de mayo |
| Brown de Adrogué   | 1 - 1 | Estudiantes (BA)         | Brown de Adrogué       | 2 de mayo |
| Comunicaciones     | 2 - 2 | Luján                    | Alfredo Ramos          | 2 de mayo |
| Flandria           | 2 - 2 | Barracas Central         | Carlos V               | 3 de mayo |

| Barracas Central         | 4 - 2 | Comunicaciones     | Olavarría y Luna            | 9 de mayo  |
| Luján                    | 2 - 1 | Brown de Adrogué   | Municipal de Luján          | 9 de mayo  |
| Estudiantes (BA)         | 4 - 3 | Colegiales         | Estudiantes (BA)            | 9 de mayo  |
| Liniers                  | 3 - 0 | Sacachispas        | Gaona y General Paz         | 9 de mayo  |
| Deportivo Riestra        | 2 - 4 | Porteño AC         | Riestra y Lacarra           | 9 de mayo  |
| Almirante Brown          | 6 - 0 | J.J. Urquiza       | Villa Sahores               | 9 de mayo  |
| Defensores de Cambaceres | 1 - 0 | Fénix              | Camino Rivadavia y Quintana | 9 de mayo  |
| Sportivo Palermo         | 1 - 3 | Flandria           | Sportivo Palermo            | 9 de mayo  |
| Leandro N. Alem          | 2 - 1 | Arsenal de Sarandí | Leandro N. Alem             | 10 de mayo |

| Sportivo Palermo   | 1 - 3   | Barracas Central         | Sportivo Palermo       | 16 de mayo  |
| Fénix              | PP - GP | Almirante Brown          | Estadio de Colegiales  | 16 de mayo  |
| J.J. Urquiza       | 2 - 3   | Deportivo Riestra        | Kelsey y Bonifacini    | 16 de mayo  |
| Porteño AC         | 0 - 2   | Leandro N. Alem          | Gaona y General Paz    | 16 de mayo  |
| Arsenal de Sarandí | 1 - 1   | Liniers                  | Doble Visera           | 16 de mayo  |
| Sacachispas        | 2 - 1   | Estudiantes (BA)         | Lacarra y Barros Pazos | 16 de mayo  |
| Colegiales         | 1 - 2   | Luján                    | Malaver y Posadas      | 16 de mayo  |
| Brown de Adrogué   | 2 - 1   | Comunicaciones           | Brown de Adrogué       | 16 de mayo  |
| Flandria           | 1 - 3   | Defensores de Cambaceres | Carlos V               | 17 de junio |

| Barracas Central         | 6 - 1 | Brown de Adrogué   | Olavarría y Luna            | 23 de mayo |
| Comunicaciones           | 3 - 6 | Colegiales         | Médanos y Boyacá            | 23 de mayo |
| Luján                    | 2 - 1 | Sacachispas        | Municipal de Luján          | 23 de mayo |
| Estudiantes (BA)         | 0 - 1 | Arsenal de Sarandí | Estudiantes (BA)            | 23 de mayo |
| Liniers                  | 2 - 2 | Porteño AC         | Gaona y General Paz         | 23 de mayo |
| Deportivo Riestra        | 2 - 1 | Fénix              | Riestra y Lacarra           | 23 de mayo |
| Almirante Brown          | 3 - 2 | Flandria           | Villa Sahores               | 23 de mayo |
| Defensores de Cambaceres | 1 - 0 | Sportivo Palermo   | Camino Rivadavia y Quintana | 23 de mayo |
| Leandro N. Alem          | 2 - 2 | J.J. Urquiza       | Leandro N. Alem             | 24 de mayo |

| Defensores de Cambaceres | 2 - 1 | Barracas Central  | Camino Rivadavia y Quintana | 30 de mayo |
| Sportivo Palermo         | 0 - 2 | Almirante Brown   | Sportivo Palermo            | 30 de mayo |
| Fénix                    | 2 - 1 | Leandro N. Alem   | Estadio de Colegiales       | 30 de mayo |
| J.J. Urquiza             | 0 - 2 | Liniers           | Kelsey y Bonifacini         | 30 de mayo |
| Porteño AC               | 0 - 3 | Estudiantes (BA)  | Gaona y General Paz         | 30 de mayo |
| Arsenal de Sarandí       | 3 - 1 | Luján             | Timote y Castro             | 30 de mayo |
| Sacachispas              | 0 - 2 | Comunicaciones    | Lacarra y Barros Pazos      | 30 de mayo |
| Colegiales               | 3 - 1 | Brown de Adrogué  | Malaver y Posadas           | 30 de mayo |
| Flandria                 | 0 - 1 | Deportivo Riestra | Carlos V                    | 31 de mayo |

| Barracas Central  | 1 - 1 | Colegiales               | Olavarría y Luna         | 6 de junio |
| Brown de Adrogué  | 5 - 2 | Sacachispas              | Brown de Adrogué         | 6 de junio |
| Comunicaciones    | 0 - 1 | Arsenal de Sarandí       | Manuela Pedraza y Crámer | 6 de junio |
| Luján             | 0 - 1 | Porteño AC               | Municipal de Luján       | 6 de junio |
| Estudiantes (BA)  | 3 - 4 | J.J. Urquiza             | Kelsey y Bonifacini      | 6 de junio |
| Liniers           | 2 - 2 | Fénix                    | Gaona y General Paz      | 6 de junio |
| Deportivo Riestra | 1 - 1 | Sportivo Palermo         | Riestra y Lacarra        | 6 de junio |
| Almirante Brown   | 2 - 2 | Defensores de Cambaceres | Villa Sahores            | 6 de junio |
| Leandro N. Alem   | 4 - 1 | Flandria                 | Leandro N. Alem          | 7 de junio |

| Almirante Brown          | 2 - 1 | Barracas Central  | Villa Sahores               | 13 de junio |
| Defensores de Cambaceres | 5 - 0 | Deportivo Riestra | Camino Rivadavia y Quintana | 13 de junio |
| Sportivo Palermo         | 1 - 1 | Leandro N. Alem   | Sportivo Palermo            | 13 de junio |
| J.J. Urquiza             | 0 - 2 | Luján             | Kelsey y Bonifacini         | 13 de junio |
| Fénix                    | 0 - 0 | Estudiantes (BA)  | Estadio de Colegiales       | 13 de junio |
| Porteño AC               | 3 - 2 | Comunicaciones    | Gaona y General Paz         | 13 de junio |
| Arsenal de Sarandí       | 5 - 0 | Brown de Adrogué  | Doble Visera                | 13 de junio |
| Sacachispas              | 3 - 3 | Colegiales        | Lacarra y Barros Pazos      | 13 de junio |
| Flandria                 | 5 - 2 | Liniers           | Carlos V                    | 14 de junio |

| Comunicaciones    | 2 - 1 | J.J. Urquiza             | Manuela Pedraza y Crámer | 20 de junio |
| Brown de Adrogué  | 1 - 2 | Porteño AC               | Brown de Adrogué         | 20 de junio |
| Colegiales        | 0 - 1 | Arsenal de Sarandí       | Malaver y Posadas        | 20 de junio |
| Barracas Central  | 1 - 1 | Sacachispas              | Olavarría y Luna         | 20 de junio |
| Deportivo Riestra | 1 - 5 | Almirante Brown          | Riestra y Lacarra        | 20 de junio |
| Liniers           | 3 - 0 | Sportivo Palermo         | Gaona y General Paz      | 20 de junio |
| Estudiantes (BA)  | 3 - 1 | Flandria                 | Estudiantes (BA)         | 20 de junio |
| Luján             | 2 - 2 | Fénix                    | Municipal de Luján       | 20 de junio |
| Leandro N. Alem   | 0 - 0 | Defensores de Cambaceres | Leandro N. Alem          | 21 de junio |

| Deportivo Riestra        | 1 - 1 | Barracas Central | Riestra y Lacarra           | 27 de junio |
| Almirante Brown          | 3 - 0 | Leandro N. Alem  | Villa Sahores               | 27 de junio |
| Defensores de Cambaceres | 2 - 1 | Liniers          | Camino Rivadavia y Quintana | 27 de junio |
| Sportivo Palermo         | 2 - 1 | Estudiantes (BA) | Sportivo Palermo            | 27 de junio |
| Fénix                    | 2 - 2 | Comunicaciones   | Estadio de Colegiales       | 27 de junio |
| J.J. Urquiza             | 1 - 1 | Brown de Adrogué | Kelsey y Bonifacini         | 27 de junio |
| Porteño AC               | 1 - 2 | Colegiales       | Gaona y General Paz         | 27 de junio |
| Arsenal de Sarandí       | 5 - 1 | Sacachispas      | Ateneo Sarandí              | 27 de junio |
| Flandria                 | 1 - 2 | Luján            | Carlos V                    | 27 de junio |

| Colegiales       | 2 - 2 | J.J. Urquiza             | Malaver y Posadas      | 4 de julio |
| Sacachispas      | 1 - 2 | Porteño AC               | Lacarra y Barros Pazos | 4 de julio |
| Barracas Central | 1 - 3 | Arsenal de Sarandí       | Olavarría y Luna       | 4 de julio |
| Liniers          | 2 - 2 | Almirante Brown          | Gaona y General Paz    | 4 de julio |
| Estudiantes (BA) | 2 - 0 | Defensores de Cambaceres | Estudiantes (BA)       | 4 de julio |
| Luján            | 3 - 1 | Sportivo Palermo         | Municipal de Luján     | 4 de julio |
| Comunicaciones   | 3 - 2 | Flandria                 | Alfredo Ramos          | 4 de julio |
| Brown de Adrogué | 3 - 3 | Fénix                    | Brown de Adrogué       | 4 de julio |
| Leandro N. Alem  | 2 - 0 | Deportivo Riestra        | Leandro N. Alem        | 5 de julio |

| Deportivo Riestra        | 1 - 4 | Liniers            | Riestra y Lacarra           | 11 de julio |
| Almirante Brown          | 1 - 0 | Estudiantes (BA)   | Villa Sahores               | 11 de julio |
| Defensores de Cambaceres | 6 - 1 | Luján              | Camino Rivadavia y Quintana | 11 de julio |
| Sportivo Palermo         | 1 - 5 | Comunicaciones     | Sportivo Palermo            | 11 de julio |
| Fénix                    | 0 - 1 | Colegiales         | Estadio de Colegiales       | 11 de julio |
| J.J. Urquiza             | 2 - 2 | Sacachispas        | Kelsey y Bonifacini         | 11 de julio |
| Porteño AC               | 1 - 2 | Arsenal de Sarandí | Gaona y General Paz         | 11 de julio |
| Leandro N. Alem          | 2 - 0 | Barracas Central   | Leandro N. Alem             | 12 de julio |
| Flandria                 | 2 - 1 | Brown de Adrogué   | Carlos V                    | 12 de julio |

| Barracas Central   | 1 - 0   | Porteño AC               | Olavarría y Luna       | 18 de julio |
| Arsenal de Sarandí | 1 - 0   | J.J. Urquiza             | Ateneo Sarandí         | 18 de julio |
| Sacachispas        | 2 - 0   | Fénix                    | Lacarra y Barros Pazos | 18 de julio |
| Colegiales         | 5 - 0   | Flandria                 | Malaver y Posadas      | 18 de julio |
| Brown de Adrogué   | 2 - 0   | Sportivo Palermo         | Brown de Adrogué       | 18 de julio |
| Comunicaciones     | 2 - 1   | Defensores de Cambaceres | Defensores de Belgrano | 18 de julio |
| Luján              | PP - GP | Almirante Brown          | Municipal de Luján     | 18 de julio |
| Estudiantes (BA)   | 2 - 0   | Deportivo Riestra        | Estudiantes (BA)       | 18 de julio |
| Liniers            | 2 - 1   | Leandro N. Alem          | Gaona y General Paz    | 18 de julio |

| Liniers                  | 2 - 1 | Barracas Central   | Gaona y General Paz         | 25 de julio |
| Deportivo Riestra        | 1 - 0 | Luján              | Riestra y Lacarra           | 25 de julio |
| Almirante Brown          | 2 - 1 | Comunicaciones     | Villa Sahores               | 25 de julio |
| Defensores de Cambaceres | 3 - 4 | Brown de Adrogué   | Camino Rivadavia y Quintana | 25 de julio |
| Sportivo Palermo         | 0 - 3 | Colegiales         | Sportivo Palermo            | 25 de julio |
| Fénix                    | 0 - 0 | Arsenal de Sarandí | Estadio de Colegiales       | 25 de julio |
| J.J. Urquiza             | 2 - 1 | Porteño AC         | Kelsey y Bonifacini         | 25 de julio |
| Leandro N. Alem          | 0 - 0 | Estudiantes (BA)   | Leandro N. Alem             | 26 de julio |
| Flandria                 | 4 - 2 | Sacachispas        | Carlos V                    | 26 de julio |

| Barracas Central   | 0 - 0 | J.J. Urquiza             | Olavarría y Luna       | 1 de agosto |
| Porteño AC         | 3 - 3 | Fénix                    | Gaona y General Paz    | 1 de agosto |
| Arsenal de Sarandí | 2 - 0 | Flandria                 | Ateneo Sarandí         | 1 de agosto |
| Sacachispas        | 0 - 0 | Sportivo Palermo         | Lacarra y Barros Pazos | 1 de agosto |
| Colegiales         | 1 - 1 | Defensores de Cambaceres | Malaver y Posadas      | 1 de agosto |
| Brown de Adrogué   | 2 - 3 | Almirante Brown          | Brown de Adrogué       | 1 de agosto |
| Comunicaciones     | 3 - 1 | Deportivo Riestra        | Alfredo Ramos          | 1 de agosto |
| Luján              | 2 - 0 | Leandro N. Alem          | Municipal de Luján     | 1 de agosto |
| Estudiantes (BA)   | 1 - 1 | Liniers                  | Estudiantes (BA)       | 1 de agosto |

| Estudiantes (BA)         | 4 - 0 | Barracas Central   | Estudiantes (BA)            | 8 de agosto  |
| Liniers                  | 5 - 2 | Luján              | Gaona y General Paz         | 8 de agosto  |
| Deportivo Riestra        | 2 - 3 | Brown de Adrogué   | Riestra y Lacarra           | 8 de agosto  |
| Defensores de Cambaceres | 3 - 0 | Sacachispas        | Camino Rivadavia y Quintana | 8 de agosto  |
| Sportivo Palermo         | 1 - 4 | Arsenal de Sarandí | Sportivo Palermo            | 8 de agosto  |
| Fénix                    | 0 - 2 | J.J. Urquiza       | Estadio de Colegiales       | 8 de agosto  |
| Leandro N. Alem          | 1 - 3 | Comunicaciones     | Leandro N. Alem             | 9 de agosto  |
| Flandria                 | 2 - 2 | Porteño AC         | Carlos V                    | 9 de agosto  |
| Almirante Brown          | 2 - 1 | Colegiales         | Villa Sahores               | 11 de agosto |

| Barracas Central   | 4 - 2 | Fénix                    | Olavarría y Luna         | 15 de agosto |
| J.J. Urquiza       | 2 - 1 | Flandria                 | Kelsey y Bonifacini      | 15 de agosto |
| Porteño AC         | 0 - 0 | Sportivo Palermo         | Leandro N. Alem          | 15 de agosto |
| Arsenal de Sarandí | 0 - 4 | Defensores de Cambaceres | Doble Visera             | 15 de agosto |
| Sacachispas        | 1 - 3 | Almirante Brown          | Lacarra y Barros Pazos   | 15 de agosto |
| Colegiales         | 3 - 3 | Deportivo Riestra        | Malaver y Posadas        | 15 de agosto |
| Brown de Adrogué   | 2 - 2 | Leandro N. Alem          | Brown de Adrogué         | 15 de agosto |
| Comunicaciones     | 2 - 1 | Liniers                  | Manuela Pedraza y Crámer | 15 de agosto |
| Luján              | 3 - 1 | Estudiantes (BA)         | Municipal de Luján       | 15 de agosto |

| Luján              | 1 - 0 | Barracas Central         | Municipal de Luján     | 22 de agosto |
| Comunicaciones     | 1 - 2 | Estudiantes (BA)         | Defensores de Belgrano | 22 de agosto |
| Brown de Adrogué   | 2 - 2 | Liniers                  | Brown de Adrogué       | 22 de agosto |
| Sacachispas        | 2 - 0 | Deportivo Riestra        | Lacarra y Barros Pazos | 22 de agosto |
| Arsenal de Sarandí | 2 - 0 | Almirante Brown          | El Viaducto            | 22 de agosto |
| Porteño AC         | 0 - 2 | Defensores de Cambaceres | Leandro N. Alem        | 22 de agosto |
| J.J. Urquiza       | 4 - 0 | Sportivo Palermo         | Kelsey y Bonifacini    | 22 de agosto |
| Colegiales         | 3 - 2 | Leandro N. Alem          | Malaver y Posadas      | 22 de agosto |
| Fénix              | 3 - 2 | Flandria                 | Estadio de Colegiales  | 22 de agosto |

| Sportivo Palermo         | 3 - 2 | Fénix              | Sportivo Palermo            | 29 de agosto |
| Defensores de Cambaceres | 1 - 0 | J.J. Urquiza       | Camino Rivadavia y Quintana | 29 de agosto |
| Almirante Brown          | 3 - 0 | Porteño AC         | Villa Sahores               | 29 de agosto |
| Deportivo Riestra        | 1 - 0 | Arsenal de Sarandí | Riestra y Lacarra           | 29 de agosto |
| Liniers                  | 1 - 0 | Colegiales         | Gaona y General Paz         | 29 de agosto |
| Estudiantes (BA)         | 2 - 0 | Brown de Adrogué   | Estudiantes (BA)            | 29 de agosto |
| Luján                    | 2 - 2 | Comunicaciones     | Municipal de Luján          | 29 de agosto |
| Barracas Central         | 0 - 1 | Flandria           | Olavarría y Luna            | 29 de agosto |
| Leandro N. Alem          | 3 - 1 | Sacachispas        | Leandro N. Alem             | 30 de agosto |

| Comunicaciones     | 2 - 3 | Barracas Central         | Defensores de Belgrano | 5 de septiembre |
| Brown de Adrogué   | 3 - 2 | Luján                    | Argentino de Quilmes   | 5 de septiembre |
| Colegiales         | 1 - 1 | Estudiantes (BA)         | Malaver y Posadas      | 5 de septiembre |
| Sacachispas        | 2 - 1 | Liniers                  | Lacarra y Barros Pazos | 5 de septiembre |
| Arsenal de Sarandí | 3 - 0 | Leandro N. Alem          | El Viaducto            | 5 de septiembre |
| Porteño AC         | 4 - 2 | Deportivo Riestra        | Leandro N. Alem        | 5 de septiembre |
| J.J. Urquiza       | 3 - 1 | Almirante Brown          | Kelsey y Bonifacini    | 5 de septiembre |
| Fénix              | 1 - 0 | Defensores de Cambaceres | Estadio de Colegiales  | 5 de septiembre |
| Flandria           | 2 - 1 | Sportivo Palermo         | Carlos V               | 5 de septiembre |

| Barracas Central         | 2 - 0 | Sportivo Palermo   | Olavarría y Luna            | 12 de septiembre |
| Almirante Brown          | 4 - 0 | Fénix              | Villa Sahores               | 12 de septiembre |
| Deportivo Riestra        | 3 - 1 | J.J. Urquiza       | Riestra y Lacarra           | 12 de septiembre |
| Leandro N. Alem          | 1 - 0 | Porteño AC         | Leandro N. Alem             | 12 de septiembre |
| Liniers                  | 1 - 1 | Arsenal de Sarandí | Gaona y General Paz         | 12 de septiembre |
| Estudiantes (BA)         | 1 - 2 | Sacachispas        | Estudiantes (BA)            | 12 de septiembre |
| Luján                    | 0 - 0 | Colegiales         | Municipal de Luján          | 12 de septiembre |
| Comunicaciones           | 4 - 0 | Brown de Adrogué   | Manuela Pedraza y Crámer    | 12 de septiembre |
| Defensores de Cambaceres | 5 - 3 | Flandria           | Camino Rivadavia y Quintana | 12 de septiembre |

| Brown de Adrogué   | 1 - 2 | Barracas Central         | Ciudad de Lanús        | 19 de septiembre |
| Colegiales         | 3 - 0 | Comunicaciones           | Malaver y Posadas      | 19 de septiembre |
| Sacachispas        | 1 - 1 | Luján                    | Lacarra y Barros Pazos | 19 de septiembre |
| Arsenal de Sarandí | 0 - 0 | Estudiantes (BA)         | El Viaducto            | 19 de septiembre |
| Fénix              | 2 - 5 | Deportivo Riestra        | Estadio de Colegiales  | 19 de septiembre |
| Sportivo Palermo   | 0 - 2 | Defensores de Cambaceres | Sportivo Palermo       | 19 de septiembre |
| J.J. Urquiza       | 1 - 2 | Leandro N. Alem          | Kelsey y Bonifacini    | 19 de septiembre |
| Porteño AC         | 1 - 0 | Liniers                  | Leandro N. Alem        | 20 de septiembre |
| Flandria           | 3 - 1 | Almirante Brown          | Carlos V               | 20 de septiembre |

| Barracas Central  | 2 - 3 | Defensores de Cambaceres | Olavarría y Luna    | 26 de septiembre |
| Almirante Brown   | 5 - 0 | Sportivo Palermo         | Villa Sahores       | 26 de septiembre |
| Liniers           | 3 - 5 | J.J. Urquiza             | Gaona y General Paz | 26 de septiembre |
| Estudiantes (BA)  | 2 - 2 | Porteño AC               | Estudiantes (BA)    | 26 de septiembre |
| Luján             | 0 - 2 | Arsenal de Sarandí       | Municipal de Luján  | 26 de septiembre |
| Comunicaciones    | 1 - 2 | Sacachispas              | Alfredo Ramos       | 26 de septiembre |
| Brown de Adrogué  | 2 - 2 | Colegiales               | El Viaducto         | 26 de septiembre |
| Deportivo Riestra | 3 - 3 | Flandria                 | Riestra y Lacarra   | 26 de septiembre |
| Leandro N. Alem   | 2 - 2 | Fénix                    | Leandro N. Alem     | 27 de septiembre |

| Colegiales               | 2 - 4 | Barracas Central  | Malaver y Posadas           | 3 de octubre |
| Sacachispas              | 3 - 3 | Brown de Adrogué  | Lacarra y Barros Pazos      | 3 de octubre |
| Arsenal de Sarandí       | 3 - 0 | Comunicaciones    | El Viaducto                 | 3 de octubre |
| Porteño AC               | 0 - 3 | Luján             | Leandro N. Alem             | 3 de octubre |
| J.J. Urquiza             | 1 - 1 | Estudiantes (BA)  | Kelsey y Bonifacini         | 3 de octubre |
| Fénix                    | 1 - 0 | Liniers           | Estadio de Colegiales       | 3 de octubre |
| Flandria                 | 0 - 1 | Leandro N. Alem   | Carlos V                    | 3 de octubre |
| Sportivo Palermo         | 1 - 2 | Deportivo Riestra | Sportivo Palermo            | 3 de octubre |
| Defensores de Cambaceres | 0 - 1 | Almirante Brown   | Camino Rivadavia y Quintana | 3 de octubre |

| Barracas Central  | 2 - 0 | Almirante Brown          | Olavarría y Luna    | 10 de octubre |
| Deportivo Riestra | 1 - 3 | Defensores de Cambaceres | Riestra y Lacarra   | 10 de octubre |
| Liniers           | 2 - 1 | Flandria                 | Gaona y General Paz | 10 de octubre |
| Luján             | 2 - 2 | J.J. Urquiza             | Municipal de Luján  | 10 de octubre |
| Estudiantes (BA)  | 1 - 2 | Fénix                    | Estudiantes (BA)    | 10 de octubre |
| Comunicaciones    | 4 - 2 | Porteño AC               | Alfredo Ramos       | 10 de octubre |
| Brown de Adrogué  | 0 - 9 | Arsenal de Sarandí       | De Los Inmigrantes  | 10 de octubre |
| Colegiales        | 3 - 2 | Sacachispas              | Malaver y Posadas   | 10 de octubre |
| Leandro N. Alem   | 3 - 0 | Sportivo Palermo         | Leandro N. Alem     | 11 de octubre |

| J.J. Urquiza             | 0 - 0 | Comunicaciones    | Kelsey y Bonifacini         | 17 de octubre |
| Porteño AC               | 3 - 3 | Brown de Adrogué  | Leandro N. Alem             | 17 de octubre |
| Arsenal de Sarandí       | 5 - 0 | Colegiales        | El Viaducto                 | 17 de octubre |
| Sacachispas              | 1 - 1 | Barracas Central  | Lacarra y Barros Pazos      | 17 de octubre |
| Almirante Brown          | 2 - 0 | Deportivo Riestra | Villa Sahores               | 17 de octubre |
| Sportivo Palermo         | 1 - 4 | Liniers           | Sportivo Palermo            | 17 de octubre |
| Flandria                 | 5 - 0 | Estudiantes (BA)  | Carlos V                    | 17 de octubre |
| Fénix                    | 0 - 2 | Luján             | Estadio de Colegiales       | 17 de octubre |
| Defensores de Cambaceres | 3 - 0 | Leandro N. Alem   | Camino Rivadavia y Quintana | 17 de octubre |

| Barracas Central | 4 - 1   | Deportivo Riestra        | Olavarría y Luna       | 24 de octubre |
| Liniers          | 2 - 4   | Defensores de Cambaceres | Gaona y General Paz    | 24 de octubre |
| Estudiantes (BA) | 2 - 1   | Sportivo Palermo         | Estudiantes (BA)       | 24 de octubre |
| Comunicaciones   | GP - PP | Fénix                    | Alfredo Ramos          | 24 de octubre |
| Brown de Adrogué | 1 - 3   | J.J. Urquiza             | Sportivo Palermo       | 24 de octubre |
| Colegiales       | 7 - 1   | Porteño AC               | Malaver y Posadas      | 24 de octubre |
| Sacachispas      | 1 - 6   | Arsenal de Sarandí       | Lacarra y Barros Pazos | 24 de octubre |
| Luján            | 2 - 2   | Flandria                 | Municipal de Luján     | 24 de octubre |
| Leandro N. Alem  | 3 - 1   | Almirante Brown          | Leandro N. Alem        | 28 de octubre |

| J.J. Urquiza             | 1 - 1 | Colegiales       | Kelsey y Bonifacini         | 31 de octubre |
| Porteño AC               | 3 - 3 | Sacachispas      | Leandro N. Alem             | 31 de octubre |
| Arsenal de Sarandí       | 2 - 0 | Barracas Central | El Viaducto                 | 31 de octubre |
| Almirante Brown          | 2 - 2 | Liniers          | Villa Sahores               | 31 de octubre |
| Defensores de Cambaceres | 2 - 0 | Estudiantes (BA) | Camino Rivadavia y Quintana | 31 de octubre |
| Sportivo Palermo         | 5 - 4 | Luján            | Sportivo Palermo            | 31 de octubre |
| Flandria                 | 2 - 3 | Comunicaciones   | Carlos V                    | 31 de octubre |
| Fénix                    | 1 - 3 | Brown de Adrogué | Estadio de Colegiales       | 31 de octubre |
| Deportivo Riestra        | 4 - 3 | Leandro N. Alem  | Riestra y Lacarra           | 31 de octubre |

| Liniers            | 1 - 4 | Deportivo Riestra        | Gaona y General Paz    | 7 de noviembre |
| Estudiantes (BA)   | 0 - 2 | Almirante Brown          | Estudiantes (BA)       | 7 de noviembre |
| Luján              | 2 - 3 | Defensores de Cambaceres | Municipal de Luján     | 7 de noviembre |
| Comunicaciones     | 3 - 2 | Sportivo Palermo         | Alfredo Ramos          | 7 de noviembre |
| Colegiales         | 1 - 1 | Fénix                    | Malaver y Posadas      | 7 de noviembre |
| Sacachispas        | 1 - 1 | J.J. Urquiza             | Lacarra y Barros Pazos | 7 de noviembre |
| Arsenal de Sarandí | 4 - 0 | Porteño AC               | El Viaducto            | 7 de noviembre |
| Barracas Central   | 3 - 1 | Leandro N. Alem          | Olavarría y Luna       | 7 de noviembre |
| Brown de Adrogué   | 2 - 4 | Flandria                 | De Los Inmigrantes     | 7 de noviembre |

| J.J. Urquiza             | 1 - 1 | Arsenal de Sarandí | Gaona y General Paz         | 14 de noviembre |
| Fénix                    | 4 - 2 | Sacachispas        | Estadio de Colegiales       | 14 de noviembre |
| Sportivo Palermo         | 3 - 1 | Brown de Adrogué   | Sportivo Palermo            | 14 de noviembre |
| Defensores de Cambaceres | 5 - 1 | Comunicaciones     | Camino Rivadavia y Quintana | 14 de noviembre |
| Almirante Brown          | 4 - 1 | Luján              | Villa Sahores               | 14 de noviembre |
| Deportivo Riestra        | 2 - 0 | Estudiantes (BA)   | Riestra y Lacarra           | 14 de noviembre |
| Leandro N. Alem          | 1 - 2 | Liniers            | Leandro N. Alem             | 14 de noviembre |
| Porteño AC               | 0 - 2 | Barracas Central   | Leandro N. Alem             | 15 de noviembre |
| Flandria                 | 0 - 1 | Colegiales         | Carlos V                    | 15 de noviembre |

| Barracas Central   | 2 - 0 | Liniers                  | Olavarría y Luna       | 21 de noviembre |
| Estudiantes (BA)   | 0 - 1 | Leandro N. Alem          | Estudiantes (BA)       | 21 de noviembre |
| Luján              | 1 - 2 | Deportivo Riestra        | Municipal de Luján     | 21 de noviembre |
| Comunicaciones     | 0 - 3 | Almirante Brown          | Alfredo Ramos          | 21 de noviembre |
| Brown de Adrogué   | 3 - 4 | Defensores de Cambaceres | Brown de Adrogué       | 21 de noviembre |
| Colegiales         | 4 - 0 | Sportivo Palermo         | Malaver y Posadas      | 21 de noviembre |
| Sacachispas        | 2 - 3 | Flandria                 | Lacarra y Barros Pazos | 21 de noviembre |
| Arsenal de Sarandí | 5 - 1 | Fénix                    | El Viaducto            | 21 de noviembre |
| Porteño AC         | 4 - 1 | J.J. Urquiza             | Leandro N. Alem        | 22 de noviembre |

| J.J. Urquiza             | 3 - 3 | Barracas Central   | Kelsey y Bonifacini         | 28 de noviembre |
| Flandria                 | 0 - 4 | Arsenal de Sarandí | Carlos V                    | 28 de noviembre |
| Sportivo Palermo         | 0 - 3 | Sacachispas        | Sportivo Palermo            | 28 de noviembre |
| Defensores de Cambaceres | 5 - 0 | Colegiales         | Camino Rivadavia y Quintana | 28 de noviembre |
| Almirante Brown          | 6 - 1 | Brown de Adrogué   | Villa Sahores               | 28 de noviembre |
| Deportivo Riestra        | 1 - 3 | Comunicaciones     | Riestra y Lacarra           | 28 de noviembre |
| Liniers                  | 3 - 1 | Estudiantes (BA)   | Gaona y General Paz         | 28 de noviembre |
| Leandro N. Alem          | 3 - 1 | Luján              | Leandro N. Alem             | 29 de noviembre |
| Fénix                    | 3 - 0 | Porteño AC         | Estadio de Colegiales       | 8 de diciembre  |

| Barracas Central   | 2 - 4 | Estudiantes (BA)         | Olavarría y Luna         | 5 de diciembre |
| Luján              | 0 - 2 | Liniers                  | Municipal de Luján       | 5 de diciembre |
| Comunicaciones     | 5 - 2 | Leandro N. Alem          | Alfredo Ramos            | 5 de diciembre |
| Brown de Adrogué   | 1 - 3 | Deportivo Riestra        | Brown de Adrogué         | 5 de diciembre |
| Colegiales         | 0 - 1 | Almirante Brown          | Malaver y Posadas        | 5 de diciembre |
| Sacachispas        | 0 - 1 | Defensores de Cambaceres | Lacarra y Barros Pazos   | 5 de diciembre |
| Arsenal de Sarandí | 4 - 0 | Sportivo Palermo         | El Viaducto              | 5 de diciembre |
| Porteño AC         | 0 - 3 | Flandria                 | Pacheco y Mariano Acosta | 5 de diciembre |
| J.J. Urquiza       | 3 - 2 | Fénix                    | Kelsey y Bonifacini      | 5 de diciembre |

| Deportivo Riestra        | 5 - 3   | Colegiales         | Riestra y Lacarra           | 10 de diciembre |
| Liniers                  | 1 - 0   | Comunicaciones     | Gaona y General Paz         | 11 de diciembre |
| Fénix                    | 2 - 2   | Barracas Central   | Estadio de Colegiales       | 12 de diciembre |
| Flandria                 | 1 - 3   | J.J. Urquiza       | Carlos V                    | 12 de diciembre |
| Sportivo Palermo         | 2 - 3   | Porteño AC         | Sportivo Palermo            | 12 de diciembre |
| Defensores de Cambaceres | 0 - 0   | Arsenal de Sarandí | Camino Rivadavia y Quintana | 12 de diciembre |
| Almirante Brown          | 4 - 1   | Sacachispas        | Villa Sahores               | 12 de diciembre |
| Estudiantes (BA)         | 1 - 1   | Luján              | Estudiantes (BA)            | 12 de diciembre |
| Leandro N. Alem          | PP - GP | Brown de Adrogué   | Leandro N. Alem             | 13 de diciembre |